# 関西大学の人物一覧
関西大学の人物一覧（かんさいだいがくのじんぶついちらん）は、関西大学及びその前身の関西法律学校に関係する人物の一覧記事。

## 創立者・創立関係者
- 吉田一士 - 創立者、初代校主
- 井上操 - 創立者、大阪控訴院判事
- 小倉久 - 創立者、大阪控訴院検事
- 志方鍛 - 創立者、大阪始審裁判所判事
- 堀田正忠 - 創立者、大阪控訴院検事
- 鶴見守義 - 創立者、大阪控訴院判事
- 手塚太郎 - 創立者、大阪始審裁判所検事、手塚治虫の祖父
- 児島惟謙 - 名誉校員、大審院長
- 大島貞敏 - 名誉校員、大阪始審裁判所長
- 土居通夫 - 名誉校員、実業家
- 山田顕義 - 司法大臣、伯爵

## 教職員

### 校長・学長
- 小倉久（初代校長） - 内務省警保局長兼監獄局長、和歌山県知事、徳島県知事、富山県知事、大分県知事、岐阜県知事
- 水上長次郎（第2代校長代理） - 大阪控訴院長、貴族院勅選議員
- 一瀬勇三郎（第4代校長） - 広島控訴院長、函館控訴院長、
- 加太邦憲（第5代校長、第6代学長） - 大阪控訴院長、貴族院勅選議員
- 河村善益（第7代学長） - 東京控訴院検事長、貴族院勅選議員
- 斎藤十一郎（第9代学長） - 大阪控訴院長
- 織田萬（第10代学長） - 国際司法裁判所判事
- 山岡順太郎（第11代学長） - 大阪商工会議所第8代会頭
- 松本烝治（第12代学長）- 法学者（商法）、国務大臣、憲法草案（松本試案）を作成
- 仁保亀松（第13代学長）- 法学者（民法）、京都帝国大学名誉教授
- 神戸正雄（第14代学長） - 法学者、経済学者、京都帝国大学名誉教授、京都市長
- 竹田省（第15代学長事務取扱） - 法学者（商法）、京都帝国大学名誉教授
- 岩崎卯一（第17・19・20代学長） - 社会学者、政治学者
- 矢口孝次郎（経済学部名誉教授、第22代学長） - 経済学者（経済史）
- 中義勝（法学部名誉教授、第29代学長） - 法学者（刑法）
- 大西昭男（校友：専門部、文学部名誉教授、第30 - 34代学長） - 英文学者
- 河田悌一（文学部名誉教授、第38・39代学長） - 中国哲学研究者

### 理事長
- 砂川雄峻（主席理事） - 東京専門学校創立委員、衆議院議員
- 宮島綱男（初代理事長） - 経済学者、国際労働会議常任顧問
- 三好万次（校友：専門部、第4代理事長） - 近畿日本鉄道元代表取締役会長
- 久井忠雄（校友、1931年法文学部、第5 - 12代理事長） - 内務省課長、辯護士
- 上田繁潔（校友：1946年経済学部、第14代理事長） - 奈良県知事
- 大西昭男（校友：専門部、文学部名誉教授、第15代理事長） - 英文学者

### 現職

#### 法学部
- 高作正博 - 憲法
- 村田尚紀 - 憲法

#### 文学部
- 赤尾勝己 - 教育学
- 吾妻重二 - 中国哲学
- 乾善彦 - 日本語学
- 串崎真志 - 臨床心理学
- 多賀太 - 教育社会学
- 鍋島弘治朗 - 言語学
- 二階堂善弘 - 中国哲学
- 野間晴雄 - 人文地理学
- 西本昌弘 - 日本古代史
- 増田周子（校友：1997年大学院文学研究科博士課程後期課程） - 国文学
- 溝井裕一（校友：2008年大学院文学研究科博士課程後期課程） - ドイツ文学、文化史
- 森部豊 - 東洋史

#### 経済学部
- 新熊隆嘉 - 資源経済学、環境経済学
- 竹下公視 - 社会経済学
- 橋本恭之（校友：1983年経済学部） - 財政学
- 林宏昭 - 財政学
- 良永康平 - 統計学

#### 商学部
- 小野善生 - 経営学、組織論
- 高橋望 - 交通経済学
- 高屋定美 - 欧州経済論

#### 社会学部
- 池内裕美 - 社会心理学
- 片桐新自 - 社会運動論
- 高増明 - 経済学
- 富田英典（校友：大学院社会学研究科） - 文化社会学
- 永井良和 - 都市社会学
- 水越伸 - メディア論
- 三浦文夫 - メディア学
- 水野由多加 - 広告研究
- 安田雪 - 社会学
- 山本高史 - コピーライター、広告クリエーティブ論

#### 政策創造学部
- 奥和義 - 国際経済学
- 白石真澄（校友：1987年大学院工学研究科） - 都市経済学
- 清水展 - 文化人類学

#### 総合情報学部
- 地主敏樹 - 経済学
- 谷本奈穂 - 文化社会学
- 中河伸俊 - 社会学
- 名取良太 - 政治学
- 今野一宏 - 代数幾何学

#### 外国語学部
- 加藤雅人 - 哲学
- 竹内理 - 英語教育学者、応用言語学者
- 田尻悟郎 - 英語教育
- 水本篤（校友：外国語教育学研究科） - 言語学
- 八島智子 - 応用言語学者、異文化間コミュニケーション研究者

#### 社会安全学部
- 亀井克之 - 保険論、リスクマネジメント論
- 河田恵昭 - 人と防災未来センター所長、東日本大震災復興構想会議委員
- 高鳥毛敏雄 - 公衆衛生学

#### 人間健康学部
- 岡田忠克 - 社会福祉学
- 小田伸午 - 心理学、身体機能論
- 志岐幸子 - 感性工学
- 森下伸也 - 社会学
- 山縣文治 - 児童福祉学

#### 大学院理工学研究科
- 江川直樹（環境都市工学部教授） - 建築学
- 藤田勝也（環境都市工学部教授） - 建築史

#### 大学院法務研究科（法科大学院）
- 川口美貴 - 労働法

#### 大学院心理学研究科
- 池見陽 - 臨床心理士、心理臨床家

#### 大学院会計研究科（会計専門職大学院）
- 柴健次 - 会計学
- 富田智嗣 - 会計学、公認会計士
- 松本祥尚（校友：1987年商学部）
- 三島徹也（校友：1998年大学院法学研究科） - 法学
- 宗岡徹 - 会計学、公認会計士
- 小野元之（大学院会計研究科教育顧問） - 日本学術振興会理事長、元文部科学省事務次官
- 川上哲郎（大学院会計研究科教育顧問） - 住友電気工業相談役、元同社社長・会長
- 増田宏一（大学院会計研究科教育顧問） - 日本公認会計士協会会長

#### その他
- アレキサンダー・ベネット（国際部教授） - 日本思想史研究者、武道家、日本武道学会理事、国際なぎなた連盟副会長、テレビコメンテーター

#### 大学院・学部客員教授
- 落合陽一（客員教授） - 研究者、メディアアーティスト
- 片岡愛之助 (6代目)（客員教授） - 歌舞伎役者、俳優
- 入江昭（客員教授） - ハーバード大学名誉教授
- 愛知和男（法学部元客員教授） - 衆議院議員、防衛庁長官、環境庁長官
- コシノヒロコ（文学部客員教授） - ファッションデザイナー
- 秋草直之（政策創造学部客員教授） - 富士通代表取締役会長
- フランシス・フクヤマ（政策創造学部元客員教授） - 政治経済学者、スタンフォード大学教授
- 竹中平蔵（大学院会計研究科客員教授） - 経済学者、慶應義塾大学名誉教授、元総務大臣
- 会田弘継（外国語学部客員教授） - 共同通信社編集委員室長
- 太田房江（大学院社会学研究科客員教授） - 大阪府知事、参議院議員（自由民主党）
- 山田洋次（大学院客員教授） - 映画監督、脚本家

### 元職
※関西大学出身教職員は「出身者」を参照
- 松田正久（関西法律学校講師） - 衆議院議長
- 矢野茂（関西法律学校講師） - 広島控訴院検事長
- 千賀鶴太郎（関西法律学校教授） - 京都帝国大学教授
- 重岡薫五郎（関西法律学校教授嘱託） - 第三高等中学校教授
- 清瀬一郎（法学部教授） - 五・一五事件裁判、極東国際軍事裁判弁護人、第73代文部大臣
- 鰺坂真（文学部名誉教授） - 哲学
- 網干善教（文学部名誉教授） - 考古学、高松塚古墳発掘
- 有坂隆道（文学部名誉教授） - 歴史学（日本近世史）
- 石濱純太郎（文学部名誉教授） - 歴史学（東洋史）
- 一圓光彌（政策創造学部名誉教授） - 社会福祉学者
- 井上宏（総合情報学部名誉教授） - メディア社会学、日本笑い学会会長
- 伊藤健市（商学部名誉教授） - 経営学
- 鵜飼康東（総合情報学部名誉教授） - 経済学、歌人
- 宇佐美幸彦（文学部名誉教授） - ドイツ文学
- 大沼邦博（法学部名誉教授） - 労働法
- 大庭脩（文学部名誉教授） - 歴史学（東洋史）、日本学士院賞受賞
- 大場謙吉（システム理工学部名誉教授） - バイオメカニクス分野の研究
- 大橋昭一（商学部名誉教授） - 経営学、観光学
- 岡田至雄（社会学部名誉教授） - 社会学
- カイト由利子（外国語教育学研究科名誉教授） - 言語学者
- 神谷国弘（社会学部名誉教授） - 社会学
- 木岡伸夫 （文学部名誉教授） - 風土学
- 熊谷明泰（外国語学部名誉教授） - 社会言語学、朝鮮語
- 坂出祥伸（文学部名誉教授） - 中国哲学
- 澤井裕（法学部名誉教授） - 法学（民法）
- 芝池義一（大学院法務研究科名誉教授） - 行政法学者
- 芝田稔（文学部名誉教授） - 中国語学者
- 清水好子（文学部名誉教授） - 国文学
- 杉原四郎（経済学部名誉教授） - 経済学（経済思想史）
- 末永雅雄（文学部名誉教授） - 考古学、奈良県立橿原考古学研究所元所長、文化勲章受章
- 末尾至行（文学部名誉教授） - 人文地理学
- 薗田香融（文学部名誉教授） -　歴史学（日本古代史）
- 髙森八四郎（法学部名誉教授） - 法学（民法）
- 竹内良知（文学部名誉教授） - 哲学
- 竹下賢（法学部名誉教授） - 法哲学
- 丹治昭義（文学部名誉教授） - 仏教学
- 鶴田廣巳（商学部名誉教授） - 財政学者
- 徳岡秀雄（社会学部名誉教授） - 教育学者
- 土倉莞爾（法学部名誉教授） - 政治学者（西洋政治史）
- 永井規男（工学部名誉教授） - 建築史家
- 蜷川順子（文学部名誉教授） - 西洋美術史
- 萩野脩二（文学部名誉教授） - 中国文学
- 橋本征治（文学部名誉教授） - 人文地理学
- 服部英次郎（文学部名誉教授） - 哲学研究者（西洋中世哲学）
- 藤田真一 - 国文学（近世文学）
- 藤本勝次（文学部名誉教授） - 歴史学（東洋史、イスラーム史）
- 藤善真澄（文学部名誉教授） - 歴史学（東洋史）
- 前田卓（社会学部名誉教授） - 社会学
- 眞鍋俊二（法学部名誉教授） - 国際政治学
- 宮本勝浩（大学院会計研究科名誉教授） - 経済学者
- 村井正（法学部名誉教授） - 法学（租税法）
- 森岡孝二（経済学部名誉教授） - 企業社会論、株式会社論、労働時間論
- 藪田貫（文学部名誉教授） - 歴史学（日本近世史）、兵庫県立歴史博物館館長
- 山村正俊（工学部名誉教授） - 原子核物理学者
- 山本登朗（文学部名誉教授） - 国文学
- 横田健一（文学部名誉教授） - 歴史学（日本古代史）
- 山野博史（法学部名誉教授） - 政治学者
- 吉信粛（商学部名誉教授） - 経済学（貿易論）
- 浅田和茂（法学部助教授） - 法学者（刑法）
- 足立幸男（政策創造学部教授） - 政治学者
- 植島啓司（文学部教授） - 宗教学者
- 植田重正（法学部教授） - 法学者（刑法）
- 魚澄惣五郎（文学部教授） - 歴史学（日本中世史）
- 梅津八三（文学部教授） - 教育学
- 海老原治善（文学部教授） - 教育学者
- 尾崎ムゲン（文学部教授） - 教育学者
- 織田武雄（文学部教授） - 地理学者、京都大学名誉教授
- 風巻景次郎（文学部教授） - 国文学者
- 春日偉知郎（大学院法務研究科教授） - 法学者、民事訴訟法、筑波大学名誉教授
- 川道麟太郎（工学部教授） - 建築学者
- 清瀬一郎（法学部教授） - 弁護士、政治家、元衆議院議長
- 工藤精一郎（文学部教授） - ロシア文学者
- 熊谷尚夫（経済学部教授） - 経済学者（経済政策）
- 倉戸ヨシヤ（社会学部教授） - 心理学者、大阪市立大学名誉教授
- 瀬地山敏（社会学部教授） - 経済学者、京都大学名誉教授
- 澤井繁男 （文学部教授） - ルネサンス研究家、作家
- 柴田實（文学部教授） - 歴史学者（日本中世史）、京都大学名誉教授
- 染谷泰正（外国語学部教授） - 英語学者
- 高木教典（総合情報学部教授） - マス・コミュニケーション研究者、総合情報学部初代学部長、東京大学名誉教授
- 高野政晴（工学部教授） - 工学者（ロボット工学）、東京大学名誉教授
- 高橋誠一（文学部教授） - 地理学者（人文地理学）
- 竹市明弘（文学部教授） - 哲学者、京都大学名誉教授
- 竹内照夫（文学部教授） - 中国哲学者
- 田中謙二（文学部教授） - 中国文学者、京都大学名誉教授
- 津田秀夫（文学部教授） - 歴史学者（日本近世史）、東京教育大学名誉教授
- 筧田知義（文学部教授） - 教育学者、京都大学名誉教授
- 徳尾俊彦（法文学部教授） - フランス語学者
- 中村幸彦（文学部教授） - 国文学者
- 名和小太郎（総合情報学部教授） - 情報工学者
- 肥田晧三（文学部教授） - 国文学者
- 福尾猛市郎（文学部教授） - 歴史学（日本中世史）、広島大学名誉教授
- 福永光司（文学部教授） - 中国思想史研究者、京都大学名誉教授
- 藤田実（文学部教授） - 英文学者、大阪大学名誉教授
- 増田渉（文学部教授） - 中国文学者
- 丸山松幸（文学部教授） - 中国文学者
- 水田紀久（文学部教授） - 国文学者
- 三宅一郎（総合情報学部教授） - 政治学者、神戸大学名誉教授
- 山川雄巳（法学部教授） - 政治学者
- 山木戸克己（法学部教授） - 法学者（民事訴訟法）、神戸大学名誉教授
- 山口次郎（工学部教授） - 工学者、大阪大学名誉教授
- 山崎正和（文学部教授） - 評論家、大阪大学名誉教授、東和大学学長
- 山下肇（文学部教授） - ドイツ文学者、東京大学名誉教授
- 矢守一彦（文学部教授） - 地理学者、大阪大学名誉教授
- 吉田静一（経済学部教授） - 経済学者
- 鷲田清一（文学部教授） - 哲学者、大阪大学総長
- 木村洋二（社会学部教授） - 社会学者
- 木内道祥（法科大学院非常勤講師） - 最高裁判所裁判官
- 桂文珍（文学部非常勤講師） - 上方噺家
- 林家染丸（文学部非常勤講師） - 上方噺家
- ジョシュア・フォーゲル（客員教授） - 歴史学者、ハーバード大学教授

## 出身者
Category:関西大学出身の人物も参照

### 華族・旧藩主・武士
- 高島秋帆 - 武士、長崎会所調役頭取
- 京極高厚 - 但馬豊岡藩主、子爵、貴族院議員
- 松平忠興 - 摂津尼崎藩主、子爵
- 本多政以 - 加賀八家本多家第12代当主、男爵、貴族院議員、石川県農工銀行頭取

### 国政

#### 現職国会議員
- 伊藤孝江 - 参議院議員、弁護士、税理士、1991法
- 神谷宗幣 - 参議院議員、2001文・2007院法
- 三木圭恵 - 衆議院議員、1990社
- 吉田真次 - 衆議院議員、2010法
- 山本大地 - 衆議院議員、2015法

#### 元国会議員
- 久保田真吾 - 貴族院議員、大阪府中高安村長
- 陸奥宗光 - 紀州藩士、外務大臣、農商務大臣、元老院議官、衆議院議員、神奈川県知事、兵庫県知事
- 松岡康毅 - 貴族院議員、農商務大臣、内務次官、検事総長、枢密顧問官、日本大学初代学長
- 加藤与次兵衛 - 衆議院議員、福井銀行取締役
- 下岡忠治 - 衆議院議員、朝鮮総督府政務総監、内務次官、農商務次官、秋田県知事
- 永田仁助 - 貴族院議員
- 下出民義 - 貴族院議員
- 板野友造 - 衆議院議員、弁護士
- 筒井民次郎 - 衆議院議員
- 玉置良直 - 衆議院議員
- 広瀬徳蔵 - 衆議院議員、弁護士
- 津原武 - 衆議院議員、弁護士
- 中林友信 - 衆議院議員
- 武田貞之助 - 衆議院議員、弁護士
- 成田栄信 - 衆議院議員、海南新聞社長
- 松田正一 - 衆議院議員、運輸政務次官、第三相互銀行会長
- 奥繁三郎 - 衆議院議員、衆議院議長、弁護士、1888
- 武内作平 - 衆議院議員、大蔵政務次官、弁護士、1889
- 内田重成 - 貴族院議員、海軍省司法局長・法務局長、1889
- 野田文一郎 - 衆議院議員、裁判官、1897
- 坂本素魯哉 - 衆議院議員、1893
- 作間耕逸 - 衆議院議員、貴族院議員、1902
- 大石大 - 衆議院議員、警部、1904
- 福田関次郎 - 衆議院議員、1904
- 内藤正剛 - 衆議院議員、弁護士、1904
- 北浦圭太郎 - 衆議院議員、法務政務次官、弁護士
- 古河和一郎 - 衆議院議員、計理士、1907専
- 北村徳太郎 - 衆議院議員、運輸大臣、大蔵大臣、日中国交正常化、1909専
- 岡田春夫 - 衆議院議員、衆議院副議長、岡田春夫（2代目）の父、1911
- 小林絹治 - 衆議院議員、外務政務次官、1911法
- 竹崎米吉 - 衆議院議員、1914法
- 岡田啓治郎 - 衆議院議員、1915専
- 金井正夫 - 衆議院議員、鉄道参与官、大政翼賛会調査委員
- 山本勝市 - 衆議院議員、通商産業政務次官、大東文化大学教授、1919専中退
- 高梨乙松 - 衆議院議員、弁護士、1920法
- 田中藤作 - 衆議院議員、弁護士、1921専
- 信正義雄 - 衆議院議員、弁護士、滋賀弁護士会長、1922法
- 大川光三 - 衆議院議員、通商産業政務次官、1923専
- 吉田吉太郎 - 衆議院議員、実業家、1924専
- 西風勲 - 衆議院議員
- 山本伊三郎 - 参議院議員、専
- 上林山栄吉 - 衆議院議員、郵政政務次官、防衛庁長官、黒い霧事件、1925専
- 飯国壮三郎 - 衆議院議員、1926専
- 福田繁芳 - 衆議院議員、1927専
- 田中久雄 - 衆議院議員、1928専
- 押谷富三 - 衆議院議員、文部政務次官、法務政務次官、1928法
- 高見三郎 - 衆議院議員、文部大臣、1929専
- 光村甚助 - 参議院議員、逓信官僚、1931専
- 田淵実夫 - 衆議院議員
- 広田幸一 - 参議院議員、専中退
- 寒川喜一 - 衆議院議員、1933専
- 小林正美 - 衆議院議員、1934法
- 大上司 - 衆議院議員、自治政務官、1935経
- 柳志元 - 大韓民国国会議員、法中退
- 金基喆 - 大韓民国国会議員、農林部政務次官、逓信部長官、国際連合食糧農業機関韓国主席代表、専
- 中村正雄 - 参議院議員、衆議院議員、1936専
- 小谷守 - 参議院議員、1936専
- 原田憲 - 衆議院議員、運輸大臣、郵政大臣、経済企画庁長官、1941予科
- 北川石松 - 衆議院議員、環境庁長官、法中退
- 瓜生清 - 参議院議員、1942専
- 平石磨作太郎 - 衆議院議員、1943専
- 伊賀定盛 - 衆議院議員、1944法
- 秦豊 - 参議院議員、1945商中退
- 中谷鉄也 - 衆議院議員、弁護士、極東国際軍事裁判弁護人、帝国陸軍軍曹、1948法中退
- 大矢卓史 - 衆議院議員、1953文
- 荒木宏 - 衆議院議員、1954法
- 古堅実吉 - 衆議院議員、琉球政府裁判所書記官、弁護士、1956法
- 新井彬之 - 衆議院議員
- 冬柴鐵三 - 衆議院議員、国土交通大臣、公明党幹事長、弁護士、1960法
- 林孝矩 - 衆議院議員、1960法
- 近江巳記夫 - 衆議院議員、科学技術庁長官、1962経
- 坪井一宇 - 参議院議員、1962法
- 中野寛成 - 衆議院議員、国家公安委員会委員長、衆議院副議長、民主党幹事長、1963法
- 西野陽 - 衆議院議員、経済産業副大臣、自由民主党副幹事長、環境大臣政務官、1963法
- 足立良平 - 参議院議員、1964経
- 北川イッセイ - 参議院議員、国土交通副大臣、防衛大臣政務官、1965文
- 森本晃司 - 衆議院議員、建設大臣、1968法
- 前田正 - 衆議院議員、郵政政務官、1969工
- 林省之介 - 衆議院議員、1970
- 谷畑孝 - 衆議院議員、厚生労働副大臣、1970法
- カナーン・バナナ - ジンバブエ共和国大統領、1973
- 北川知克 - 衆議院議員、環境副大臣、環境大臣政務官、1974法
- 浜本宏 - 衆議院議員、1979
- 木挽司 - 衆議院議員、1981法
- 前川清成 - 衆議院議員、内閣府副大臣、弁護士、1985法
- 吉川政重 - 衆議院議員、1987法
- 山本朋広 - 衆議院議員、防衛副大臣、内閣府副大臣、ジョージタウン大学客員研究員、1998商
  - 第二次世界大戦前の日本の政治家一覧、国会議員一覧、Category:日本の国会議員も参照

### 地方政界

#### 都道府県知事
- 俵孫一 - 三重県知事、宮城県知事、北海道庁長官
- 陸奥宗光 - 神奈川県知事、兵庫県知事
- 下岡忠治 - 秋田県知事
- 金井正夫 - 和歌山県知事
- 矢野兼三 - 富山県知事、1919法
- 徐廷学 - 大韓民国江原道知事、ソウル市警察局長、大韓民国内務部治安局長、1940専
- 上田繁潔 - 奈良県知事、1946経

#### 市区町村長
- 津原武 - 京都府宮津町長
- 山口冨次郎 - 大阪府吹田市長
- 石原市三郎 - 岡山県岡山市長、1896法
- 野田文一郎 - 兵庫県神戸市長、1897
- 大柏清三郎 - 香川県丸亀市長、1905専
- 山下若松 - 台湾台中市長、屏東市長、1912
- 竹崎米吉 - 大阪府岸和田市長、1914
- 岡田啓治郎 - 京都府養老村長、宮津町長、1915専
- 中西幸重 - 三重県伊勢市長、1916専中退
- 小林和一 - 広島県福山市長、1918専
- 辰馬夘一郎 - 兵庫県西宮市長
- 高垣善一 - 和歌山県和歌山市長、1939商経
- 田淵久 - 岡山県岡山市長、香川県財田町長、1939法
- 岡村雅夫 - 高知県安芸郡芸西村長、1940専
- 塚田新市 - 鹿児島県串木野市長、1941法
- 平野喜八郎 - 岐阜県各務原市長、1943経商
- 芳本甚二 - 奈良県御所市長、1943法
- 伊賀定盛 - 兵庫県城崎郡余部村長、1944法
- 東潤 - 大阪府門真市長
- 岡崎平夫 - 岡山県岡山市長、1952法
- 喜多洋三 - 大阪府守口市長、1955経
- 原曻 - 大阪府岸和田市長、1956経
- 池田忠雄 - 大阪府和泉市長、1960法
- 樽本庄一 - 兵庫県加古川市長、1963商
- 松見正宣 - 大阪府東大阪市長、1965
- 野村宣一 - 大阪府茨木市長、1965法
- 國下和男 - 大阪府藤井寺市長、1966経
- 森山一正 - 大阪府摂津市長、全国市長会副会長、1966経
- 井上信也 - 大阪府摂津市長
- 木本保平 - 大阪府茨木市長、1967文
- 竹中良則 - 愛知県刈谷市長、1967商
- 河野昌弘 - 兵庫県西宮市長、1968法
- 門康彦 - 兵庫県淡路市長、1968文
- 蓬萊務 - 兵庫県小野市長、1969経
- 栗山美政 - 大阪府田尻町長、1969文
- 吉村武司 - 岡山県備前市長、1969文
- 矢田立郎 - 兵庫県神戸市長、1971法
- 倉田薫 - 大阪府池田市長、1971法
- 山下修 - 島根県江津市長、1971法
- 北川法夫 - 大阪府寝屋川市長、1973経
- 芝田啓治 - 大阪府河内長野市長、1973経
- 桐山徹郎 - 兵庫県生野町長、1973経
- 高田幸典 - 広島県豊田郡大崎上島町長、1976工
- 竹中勇人 - 大阪府泉南市長、1976工
- 瀬野憲一 - 大阪府守口市長、法
- 櫻井義之 - 三重県亀山市長、1986社
- 田村克也 - 兵庫県三田市長、1988法
- 宮本一孝 - 大阪府門真市長、1992経
- 西野修平 - 大阪府河内長野市長、1995商
- 白井亨 - 東京都小金井市長、1997社
- 山田秀士 - 奈良県御所市長、2005経

#### 都道府県・市区町村議員
- 下出民義 - 名古屋市会議員
- 後藤武夫 - 東京市会議員、1897
- 林聯登 - 中華民国台湾省議会議員、国民大会代表、予科
- 藤枝昭英 - 奈良県議会議長、1935専
- 長田義明 - 大阪府議会議長、1957法
- 日下章 - 兵庫県議会会長、1951
- 松井良夫 - 大阪府議会議長、松井一郎の父、1965法
- 増井敬史 - 奈良県生駒郡安堵町議員、1972
- 足高将司 - 大阪市会議長、1973法
- 野々村竜太郎 - 兵庫県議会議員、1989法
- 添田詩織 - 大阪府泉南市会議員、2011政創

#### 政治運動家
- 塚本正治 - 社会運動家
- 平垣美代司 - 労働運動家、日本教職員組合書記長、1940専
- 高畑敬一 - 労働運動家、松下電器産業常務、1953経
- 魚本公博 - よど号グループ、1970除籍

### 軍人
- 内田重成 - 帝国海軍中将
- 藤井健造 - 帝国陸軍中部軍大尉、神戸又新日報記者、1928
- 朴沃圭 - 韓国海軍中将、参謀総長
- 呉徳俊 - 帝国陸軍少尉、韓国陸軍少将、合同参謀本部長、1943法
- 金英煥 - 韓国空軍准将、韓国空軍・韓国陸軍創設者
- 中谷鉄也 - 帝国陸軍軍曹、衆議院議員、弁護士、1948法中退

### 法曹
- 山田喜之助 - 東京弁護士会長、司法次官、英吉利法律学校（現中央大学）創立者、衆議院議員、衆議院書記官長
- 大月伸 - 日本弁護士連合会長、大阪弁護士会長、弁護士、1917専
- 阿部甚吉 - 日本弁護士連合会長、大阪弁護士会長、弁護士、日清食品監査役、1932専
- 兪泰興 - 大韓民国大法院長、1941専
- 金璿 - 大韓民国法務部次官、大韓弁護士協会長、弁護士、1941専
- 李一珪 - 大韓民国大法院長、1943専
- 生田暉雄 - 大阪高等裁判所判事、弁護士、1963法
- 栗原宏武 - 大阪家庭裁判所長、大阪高等裁判所部総括判事、大阪府公安委員会委員長、1963
- 中尾巧 - 大阪高等検察庁検事長、法務省入国管理局長、1970法
- 大仲土和 - さいたま地方検察庁検事正、最高検察庁総務部長、関西大学名誉教授
- 始関正光 - 法務省大臣官房審議官、名古屋高等裁判所部総括判事、1979法
- 田中素子 - 最高検察庁検事、神戸地方検察庁検事正、京都地方検察庁検事正、1980法
- 仲岡しゅん - 弁護士、関西大学客員教授、2010院法
- 諸橋仁智 - 弁護士、2015院法
- 福永活也 - 弁護士、実業家

### 行政
- 岡本監輔 - 樺太・蝦夷地探検、第一高等学校講師、台湾総督府国語学校教授
- 東川徳治 - 臨時台湾旧慣調査会委員
- 坂本素魯哉 - 台湾総督府評議員、台湾銀行創設、1893
- 岸風三楼 - 逓信官僚、俳人協会設立、1929法
- 楊彥潔 - 清朝官僚、中華民国北京政府官僚、1911法
- 高見三郎 - 静岡県副知事、内務官僚、1929専
- 末広義一 - 大蔵官僚、東北財務局長、1930専
- 徐廷学 - ソウル市警察局長、大韓民国内務部治安局長、1940専
- 吉橋鐸美 - 大蔵官僚、近畿財務局長、名古屋証券取引所理事長
- 田淵久 - 満州国官僚、満州国協和会、1939法
- 金萬基 - 大蔵官僚、佐世保財務局長、大成學院創設、1940法
- 金基喆 - 国際連合食糧農業機関韓国主席代表、農林部政務次官、逓信部長官
- 呉徳俊 - 朝鮮建国準備委員会軍事顧問
- 古堅実吉 - 琉球政府裁判所書記官
- 今井和幸 - 兵庫県副知事、サンテレビジョン会長、1954法
- 曽野和明 - 外務事務官、国際連合法務局国際取引法部長、1957法
- 竹崎孜 - 外務省専門調査員、ストックホルム大学教授、1960法
- 今堀富三 - 大阪府企業局長、出納長、1960法
- 宮崎政宣 - 長崎県副知事、1964法
- 齋藤富雄 - 兵庫県副知事、神戸山手大学学長、1969法
- 浜渦武生 - 東京都副知事、東京交通会館副社長、1970文
- 草川大造 - 大阪府環境農林水産部長、1970
- 陳桎宏 - 中華民国外務官僚、台北駐日経済文化代表処札幌分処長、1976院社
- 松谷幸和 - 奈良県副知事、全国信用保証協会連合会理事、1976法
- 堤勇二 - 大阪府住宅供給公社理事長、大阪府住宅まちづくり部長、岸和田市副市長、1979法
- 原田要暢 - 財務官僚、北海道財務局長、東京信用金庫代表理事、1983経
- 佐藤靖 - 外務官僚、バルセロナ総領事、駐ベネズエラ大使、1984法
- 渡部隆彦 - 外務官僚、駐カルガリー総領事、1984法
- 中村和人 - 外務官僚、駐ニカラグア大使、1987院法

### 経済
- 森下博 - 森下仁丹創業者
- 武田長兵衛 - 武田薬品工業創業者
- 石濱豊蔵 - 丸石製薬創業者、石濱純太郎の父
- 永田仁助 - 浪速銀行頭取、大阪電灯社長、日本郵船取締役、南海鉄道取締役
- 新田長三 - 新田帯革製造所（現ニッタ）社長、大阪工業会理事
- 平井繁男 - 実業家、江戸川乱歩の実父、平井隆太郎の祖父、1889
- 山田安民 - ロート製薬創業者
- 下出民義 - 大同製鋼社長、関西電気副社長
- 津原武 - 加悦鉄道社長、宮津銀行役員
- 中林友信 - 日刊近畿新聞社社長
- 内田重成 - 山陽電気鉄道社長、下関瓦斯社長
- 武内作平 - 阪堺電鉄役員、大阪弁護士会長
- 奥繁三郎 - 京津電軌創設者、1888
- 阿川甲一 - 満州阿川組社長、長春倉庫運輸社長、長春日本人商工会議所会頭、1891
- 坂本素魯哉 - 台湾銀行創設者、彰化銀行頭取、台湾電力設立委員、1893
- 後藤武夫 - 帝国データバンク創始者、1897
- 和田義為 - 大倉恒吉商店（現月桂冠）取締役、1897
- 広瀬徳蔵 - 宝塚尼崎電気鉄道取締役、1901
- 大石大 - 愛媛鉄道社長、大分国東鉄道社長、1904
- 北村徳太郎 - 親和銀行頭取、佐世保商業銀行頭取、日ソ東欧貿易協会会長、1909専
- 小林絹治 - 南満州鉄道ニューヨーク支店長、中央新聞編集局長、1911法
- 松尾高一 - 尼崎信用金庫理事長、1912専
- 石井壽一 - 大阪日日新聞社長、中退
- 岡野衛士 - 大阪証券取引所理事長、大阪証券会社社長、1922専
- 荻野一 - 日本製鐵常務、山陽特殊製鋼社長、『華麗なる一族』万俵大介のモデル、1924専
- 中山幸市 - 太平住宅・日本電建・タイヘイフィルム・太平ビルサービス創業者、1924専
- 飯国壮三郎 - 大和紡績取締役、1924専
- 林弘高 - 吉本興業社長、太泉映画社長、1925
- 藤本亀 - 山陽放送社長、1925法
- 田中久雄 - 鐘淵紡績取締役、1928専
- 黒住剛 - 栄研化学創業者・社長、扶桑薬品工業社長、1929
- 松野幸吉 - 日本ビクター社長・会長、1933法
- 田中友幸 - 東宝会長、日本アカデミー賞協会副会長、1935経
- 福田保朝 - 朝日放送社長、1936専
- 呉徳俊 - 大韓貿易振興公社代表理事、1943法
- 市川重幸 - 象印マホービン社長、1944法
- 黃秋茂 - 実業家、慈善家、中華學術院名誉博士
- 坂上守男 - 京都新聞社長、日本新聞協会副会長、1950経
- 大国正巳 - 山陽電気鉄道社長、1950法
- 疋田耕造 - コーナン商事創業者、1950文
- 井上次郎 - シロ社長、ジャスコ副社長、1951経
- 青砥順 - 米子信用金庫理事、1952経
- 河村良彦 - イトマン社長、住友銀行常務、1953経
- 碓井優 - 実業家、1953
- 西貞三郎 - 住友銀行副頭取、イトマン事件、1953経
- 坂本幸夫 - ハミングバード社長、ワーナーパイオニア常務取締役、1953経
- 今井和幸 - サンテレビジョン会長、1954法
- 難波昭二郎 - ワーナー・パイオニア取締役、1958
- 河野隆 - ハウス食品代表取締役社長・会長、1959経
- 西村嘉郎 - 朝日放送社長、1960文
- 野田順弘 - オービック創業者・社長、日本有数の資産家、1961経
- 木村勇市 - キムラ社長、ジョイフルエーケー社長、1961商
- 岩井孝司 - 小野薬品工業社長、1964法
- 吉野伊佐男 - 吉本興業会長、1965商
- 木村皓一 - 三起商行創業者、1965年経中退
- 天野文博 - 山陽電気鉄道社長、阪神電気鉄道社外取締役、1965法
- 上月景正 - コナミグループ創業者・会長、上月財団設立者・理事長、1966経
- 橋本博之 - 尼崎信用金庫理事長、1966法
- 吉松民雄 - コカ・コーラボトラーズジャパン会長、1966経
- 目黒俊治 - ポプラ創業者、1966文
- 山根義紘 - 日テレ・グループ・ホールディングス副社長、日本テレビ放送網取締役、1967
- 井上憲氏 - クリップコーポレーション創業者・社長、1968文
- 福田泰久 - センコー社長・会長、1969法
- 大坪文雄 - パナソニック会長、1971院工
- 伊賀章 - ソニー業務執行役員シニア・バイス・プレジデント、非接触カードFeliCa開発者、1971院工
- 桐山徹郎 - 全但バス社長、但馬空港ターミナル社長、1973経
- 北川淳一 - 松竹京都撮影所社長、1974商
- 辻範明 - 長谷工コーポレーション会長、1975法
- 井川正治 - ジェイテクト社長、トヨタ自動車専務、1975院工
- 中嶋克彦 - 上新電機社長、1976法
- 南部靖之 - パソナグループ創業者・代表、1976工
- 三村孝仁 - テルモ会長、日本医療機器産業連合会副会長、三井化学取締役、1977社
- 大﨑洋 - 吉本興業会長、吉本興業ホールディングス会長、1978社
- 石川祝男 - バンダイナムコホールディングス会長、1978文
- 松岡靖之 - 紀陽銀行頭取、1978商
- 矢島薫 - 岐阜新聞社長、1979社
- 高島郁夫 - Francfranc創業者・社長、1979経
- 山田径男 - 香川銀行頭取、トモニホールディングス副社長、1980経
- 鵜飼英一 - NTN社長、1980工
- 高橋渉 - オリエンタルランド社長、1981文
- 藤田研一 - シーメンス日本法人社長、経済同友会幹事、1981経
- 青木武志 - イビデン会長、中部経済連合会副会長、1981文
- 太田享之 - 池田泉州ホールディングス社長、池田泉州銀行頭取、1981法
- 豊留昭浩 - 明星食品社長、日清シスコ社長、1983商
- 上原光徳 - 大阪エヴェッサ代表、芦屋学園事務局長、1984経
- 中前公志 - 関西みらいフィナンシャルグループ代表、大阪銀行協会副会長、1984経
- 岩倉昌弘 - クラシエホールディングス社長、1985社
- 井川伸久 - 日本ハム社長、北海道日本ハムファイターズオーナー、1985法
- 永尾俊一 - 白ハト食品工業社長、1986法
- 竹崎忠 - トムス・エンタテインメント社長、1986工
- 池田嘉宏 - 岡三証券社長、1986商
- 林和人 - ワンタップバイ創業者、1987商
- 白石真澄 - 旭化成取締役、1988院工
- 中村利江 - 出前館会長、日本M&Aセンター専務、1988文
- 杉山全功 - enish社長、日活取締役、1988法
- 高橋信太郎 - Indeed Japan社長、GMOアドパートナーズ社長、1989文
- 中谷貴之 - 船井総研ホールディングス社長、1991文
- 木下勝寿 - 北の達人コーポレーション創業者・社長、FM NORTH WAVE会長、1992経
- 堀謙 - 福井エフエム放送社長、1993
- 浅沼誠 - 淺沼組社長、1996経
- 吉川潤 - 実業家、馬主、1998工
- 嵜本晋輔 - バリュエンスホールディングス創業者、中退
- 土屋尚史 - Goodpatch創業者、2006社中退
- 西上いつき - 銚子電気鉄道取締役、東京交通短期大学非常勤講師、2010商
- 小川涼太郎 - 実業家、スダチ創業者、2016経
  - Category:日本の実業家も参照

### 研究

#### 法学者・政治学者

##### 法学
- 東川徳治 - 中国法制史学者、臨時台湾旧慣調査会補助委員、法政大学講師、東北帝国大学嘱託
- 近藤安次郎 - 法学者、学校法人徳島城南学園創始者、元徳島工業短期大学学長、1923法
- 中義勝 - 法学者（刑法）、関西大学教授、1946法文
- 曽野和明 - 英米法学者、ワシントン大学助教授、国際連合法務部法務官、北海道大学名誉教授、1963院法
- 田邊光政 - 名古屋大学名誉教授、1971院法
- 山中敬一 - 法学者（刑法）、関西大学教授、1970法
- 齋藤修 - 法学者、兵庫県立大学教授、チューリッヒ大学客員研究員、1972法
- 坂元茂樹 - 国連国際法委員会日本政府オブザーバー、同志社大学大学院教授、政府顧問弁護士、1974法
- 園田寿 - 法学者（刑法）、甲南大学法科大学院教授、1981院法
- 上脇博之 - 憲法学者、神戸学院大学法科大学院教授、1984法
- 川端康之 - 租税法学者、横浜国立大学大学院国際社会科学研究科教授、1990院法
- 孝忠延夫 - 憲法学者、関西大学名誉教授
- 本澤巳代子 - 社会保障法、筑波大学人文社会科学研究科教授、1983院法
- 道谷卓 - 法学者、姫路獨協大学教授、1993院法
- 角田猛之 - 法社会学者、関西大学教授、2011院法

#### 経済学者・経営学者

##### 経済学・統計学
- 東井正美 - 経済学者、関西大学名誉教授、日本農業経済学会理事、1947経
- 杉原四郎 - 経済学者、甲南大学名誉教授、1956院経
- 高木秀玄 - 統計学者、関西大学名誉教授、1959院経
- 松尾聿正 - 会計学者、関西大学教授、1967院商
- 北川勝彦 - 経済学者、関西大学名誉教授、1970経
- 伊藤忠通 - 経済学者、奈良県立大学学長・副理事長、1982院経
- 橋本恭之 - 財政学者、関西大学教授、1983経
- 白石真澄 - 東洋大学教授、1984工
- 松本祥尚 - 会計学者、関西大学教授、1987商
- 寺尾晃洋 - 経済学者、関西大学名誉教授、1990院商
- 若森章孝 - 経済学者、関西大学名誉教授、1994院経
- 三島徹也 - 会計学者、関西大学教授、1967院法
- 竹村敏彦 - 経済学者、佐賀大学教授、東京医科大学講師、1998総情
- 大倉雄次郎 - 会計学者、大分大学教授、三重大学特任教授、2000院商
- フランシス・フクヤマ - 経済学者、スタンフォード大学教授
- 李英和 - 経済学者、北朝鮮研究、民主化運動家、関西大学教授、北朝鮮留学第一号、院経

##### 経営学・商学
- 板橋菊松 - ジャーナリスト、京城高等商業学校講師、立教大学教授
- 岡本理一 - 小樽商科大学名誉教授、旭川大学学長、札幌大学学長、1932専
- 落合康裕 - 静岡県立大学教授
- 亀井利明 -  経営学者、関西大学名誉教授、日本リスクマネジメント学会名誉理事長
- 合力栄 - 商学者、九州国際大学学長、1964院商
- 松尾聿正 - 会計学者、公認会計士、関西大学大学院会計研究科教授、1970院商
- 森本矗 - 名古屋学院大学教授、1976院商
- 松田裕之 - 経営学者、神戸学院大学教授、1985院商
- 首藤昭信 - 財務会計、東京大学大学院経済学研究科准教授、2002院商
- 柴健次 - 関西大学大学院会計研究科教授、2003院商
- 浜田文雅 - 経済学者、慶應義塾大学名誉教授、1960院経
- 宮下淳 - 静岡県立大学教授、ノースウェスタン大学ケロッグ経営大学院客員研究員

#### 社会学者・教育学者・心理学者

##### 社会学
- 大前朔郎 - 社会学者、関西学院大学教授、1945経
- 陳紹馨 - 台湾初の社会学博士、台北帝国大学教授、プリンストン大学研究員、1957院社
- 井上吉次郎 - 社会学者、新大阪新聞主筆、追手門学院大学教授、1959院文
- 田宮武 - 社会学者（マスコミュニケーション論）、関西大学教授、1959院法
- 上田利男 - 社会学者、1962文
- 奥田均 - 社会学者、近畿大学教授、1978文
- 上野加代子 - 社会学者、徳島大学教授、1980社
- 森谷健 - 社会学者、群馬大学教授、1984院社
- 畑仲哲雄 - ジャーナリズム論、龍谷大学教授、1985法
- 倉橋耕平 - 社会学者、創価大学准教授、2011院社
- 上田一紀 - 社会学者、静岡県立大学教授、2014院社
- 南田勝也 - 社会学者、武蔵大学教授
- 岸政彦 - 社会学者、京都大学教授
- 富田英典 - 社会学者、佛教大学教授、関西大学教授
- ケイン樹里安 - 社会学者、昭和女子大学講師

#### 教育学
- 寺田盛紀 - 教育学者、名古屋大学教授、1973社

##### 心理学
- 西田公昭 - 社会心理学、立正大学教授、1989院社
- 池田進 - 心理学、関西大学教授、1995院社
- 樋口康彦 - 教育社会心理学者、富山国際大学専任講師
- 村松陸雄 - 環境心理学者、武蔵野大学教授、ダルハウジー大学客員教授
- 渡辺雄三 - 臨床心理学者、人間環境大学教授、2001院社

#### 哲学者・美学者・宗教学者

##### 哲学
- 金谷治 - 哲学者（中国哲学）、東北大学名誉教授、追手門学院大学名誉教授
- 藤本進治 - 哲学者、1934中退
- 植村卍 - 哲学者、神戸学院大学教授、1972院文
- 渡辺幸博 - 哲学者、関西大学名誉教授、1993院文
- 山本幾生 - 哲学者、関西大学教授、2004院文

##### 美学・藝術学
- 藤原喜一 - 東洋美術史・中国書道史研究者、実業之日本社理事、三省堂顧問、
- 垂水佐敏 - 京都造形芸術大学教授、同済大学（上海）講師、カンヌ国際広告賞受賞
- 辻合喜代太郎 - 服飾史研究者、京都府立大学教授、琉球大学教授、1931法文

##### 宗教学
- 大和昌平 - 牧師、東京基督教大学教授

##### 民俗学
- 林ヶ谷昭太郎 - 民俗学者、カリフォルニア州立大学サクラメント校名誉教授
- 田中久夫 - 民俗学者、神戸女子大学名誉教授、1961文
- 森隆男 - 民俗学者、関西大学名誉教授、1976院文
- 上井久義 - 民俗学者、関西大学博物館元館長、関西大学名誉教授

#### 歴史学者

##### 日本史学
- 荒武賢一朗 - 歴史学者、東北大学教授
- 岩城卓二 - 歴史学者、京都大学人文科学研究所所長・教授
- 田々宮英太郎 - 歴史学者
- 小山仁示 - 歴史学者（日本近現代史）、関西大学名誉教授、1960院文
- 田村吉永 - 歴史学者、梅光学院大学教授、1960院文
- 小田康徳 - 日本史学者、大阪電気通信大学教授、1976院文
- 藤田恒春 - 歴史学者、1979院文
- 有坂隆道 - 歴史学者、1979院文
- 薗田香融 - 日本史学者、関西大学教授、1980院文
- 寺西貞弘 - 歴史学者、和歌山市立博物館館長、1983院文
- 榎村寛之 - 日本史学者、三重県立斎宮歴史博物館学芸員、1993院文
- 若井敏明 - 日本史学者、佛教大学講師、1998院文
- 山﨑善弘 - 日本史学者、東京未来大学準教授、ハーバード大学招聘研究員、1999院文
- 泉澄一 - 歴史学者（日本中世史）、関西大学名誉教授
- 大谷渡 - 歴史学者（日本近現代史）、関西大学元教授、1992院文
- 小谷利明 - 歴史学者、八尾市立歴史民俗資料館長、2004院文

##### 東洋史学
- 幣原坦 - 歴史学者（東洋史学）、台北帝国大学初代学長、枢密顧問官、幣原喜重郎の実兄
- 石濱純太郎 - 歴史学者（古文献の研究）、1957院文
- 大庭脩 - 歴史学者（東洋史学）、皇學館大学学長、関西大学名誉教授
- 松浦章 - 歴史学者（明清史）、関西大学名誉教授、1989院文
- 杉原達 - 歴史学者、大阪大学教授、1991院経
- 余英時 - 歴史学者、ハーバード大学教授、イエール大学教授
- 徐興慶 - 比較思想史学者、国立台湾大学教授、中国文化大学学長、2012院文

##### 西洋史学
- 大城道則 - 古代エジプト研究、駒澤大学教授、2001院文

##### 考古学
- 石野博信 - 考古学者、徳島文理大学教授
- 町田章 - 考古学者、文化財研究所元理事長、1962院文
- 猪熊兼勝 - 考古学者、京都橘大学教授、1964院文
- 入江文敏 - 考古学者、関西大学非常勤講師、1977
- 菅谷文則 - 考古学者、奈良県立橿原考古学研究所所長、滋賀県立大学名誉教授、1967院文
- 田中晋作 - 考古学者、山口大学客員教授、1993院文
- 河上邦彦 - 考古学者、奈良県立橿原考古学研究所附属博物館元館長、西北大学教授、1995院文
- 来村多加史 - 日中考古学、中国軍事史、阪南大学教授
- 土生田純之 - 考古学者、宮内庁書陵部調査室員、専修大学教授
- 村瀨陸 - 考古学者、2014文

##### 美術史
- 下店静市 - 美術史家、1960院文
- 高橋隆博 - 歴史学者（美術工芸史）、関西大学名誉教授、1971院文
- 岡泰正 - 美術史学者、神戸市立小磯記念美術館及び神戸ゆかりの美術館館長

#### 文学者・言語学者

##### 言語学
- 安藤貞雄 - 言語学者、広島大学名誉教授、1944専中退
- 髙橋輝和 - ドイツ語学者、岡山大学名誉教授、1970院文
- 藤森弘子 - 言語学者、東京外国語大学教授、1977文
- 鳥井克之 - 中国語学者、関西大学名誉教授、1996院文
- 黄英哲 - 中国語学者、愛知大学教授

##### 日本文学
- 吉永登 - 国文学者、関西大学名誉教授、1960院文
- 谷沢永一 - 国文学者（日本近代文学）、評論家、関西大学名誉教授、1957
- 小久保実 - 現代文学、帝塚山学院大学教授
- 井村哲夫 - 国文学者、京都府立大学名誉教授、1963院文
- 川並秀雄 - 比較文学者、関西学院大学講師
- 浦西和彦 - 国文学者、関西大学名誉教授
- 鶴崎裕雄 - 国文学者、帝塚山学院大学名誉教授
- 玉井敬之 - 近代日本文学研究者、同志社大学教授、1978院文
- 水田紀久 - 国文学者、関西大学教授、1978院文
- 黒田彰 - 国文学者、佛教大学教授、1981院文
- 浦西和彦 - 近代文学、書誌学者、1986院文
- 肥田晧三 - 書誌学者、関西大学教授、1989院文
- 乾裕幸 - 国文学者、関西大学教授、1989院文
- 増田周子 - 書誌学者、織田作之助賞選考委員、1999院文
- 山本登朗 - 国文学者、京都光華女子大学教授、2001院文

##### 東洋文学
- 牧野謙次郎 - 漢学者、早稲田大学教授
- 蔭木英雄 - 相愛大学名誉教授、1970院文
- 張良澤 - 台湾文学史研究者、筑波大学副学長、国立成功大学講師、1971院文
- 中島利郎 - 台湾文学研究者、岐阜聖徳学園大学教授、1978院文
- 野崎充彦 - 朝鮮古典文学者、大阪市立大学教授、1980法
- 下村作次郎 - 台湾文学研究者、中国文化大学講師、天理大学教授、2004院文
- 井上泰山 - 中国文学者、明治学院大学助教授、元関西大学教授
  - 中国文学者、Category:中国文学者も参照

##### 英米文学
- 西山正容 - 英文学者、シェイクスピア文学、皇學館大学名誉教授、1967文
- 宇佐見太市 - 英文学者、関西大学名誉教授、1979院文
- 町田哲司 - アメリカ文学者、関西外国語大学教授、1981文
- 上村哲彦 - 英文学者、関西大学名誉教授
- 広瀬佳司 - 英文学者、ノートルダム清心女子大学教授
  - イギリス文学者、Category:イギリス文学者も参照

##### 西洋文学
- 浜本隆志 - ドイツ文学者（ドイツ文化論）、関西大学名誉教授、1972院文
- 久野誠 - フランス文学者、岐阜聖徳学園大学教授、1981院文
- 関谷一彦 - フランス文学者、関西学院大学教授、1989院文
- 竹添敦子 - ドイツ文学者、鳥羽商船高等専門学校講師
- 柏木治 - フランス文学者、関西大学教授、院文
  - フランス文学者、Category:フランス文学者も参照
  - ドイツ文学者、Category:ドイツ文学者も参照

#### 理学者

##### 化学
- 川尻喜章 - 化学者、ジョージア工科大学教授、名古屋大学教授、1999院工

##### 物理
- 謝希徳 - 復旦大学学長、中国共産党中央委員会委員

#### 工学者

##### 建築学
- 大薮義章 - 建築家、1996工
- 杉浦榮 - 建築家、日本都市計画学会理事、前橋工科大学准教授、2001社
- 金井孟 - 建築家
- 黒田龍二 - 建築史家、神戸大学名誉教授

#### 医学者・薬学者

##### 医学
- 阮蔚村 - 北京大学教授、申報駐日特派員、1928法

#### 学際系研究者・その他の学者

##### 地理学
- 三木理史 - 地理学者、奈良大学准教授、1991院文
- 橋本征治 - 人文地理学者、関西大学名誉教授、1991院文
- 土平博 - 地理学者、奈良大学教授、1995院文
- 平岡昭利 - 地理学者、下関市立大学名誉教授
- 本岡拓哉 - 地理学者、立正大学特任講師

##### その他
- 志保田務 - 図書館情報学者、桃山学院大学名誉教授、アリゾナ大学客員研究員、1965法
- 小柳磨毅 - 理学療法、大阪電気通信大学教授、1986社
- 徳山喜雄 - ジャーナリズム論、立正大学教授、写真家
- 中村忠司 - 観光学者、東京経済大学教授

### 教育
- 岸田吟香 - 東亜同文書院創立者、日清貿易研究所創立者、岸田劉生・岸田辰彌の父
- 武田貞之助 - 大阪商業学校（現大阪公立大学）校主
- 下出民義 - 東邦商業学校（現東邦高等学校）創立者
- 小野村胤敏 - 大阪理工科大学（現近畿大学）創立者、弁護士、1917専
- 谷岡登 - 大阪商業大学初代学長、1924専
- 藤井健造 - 大手前大学創立者
- 曻地三郎 - しいのみ学園創立者、福岡教育大学教授、華東師範大学名誉教授、1937法
- 谷岡太郎 - 中京女子大学学長、1953院法
- 溝田弘利 - エドモンズ大学日本校理事長、1955文
- 岸隆司 - 総合資格学院創始者、1973法
- 籠池泰典 - 教育者、森友学園理事長、森友学園問題、1977商
- 中農一也 - 日本工科大学校理事長、1977年工
- 谷岡太郎 - 教育者、大阪商業大学学長、至学館大学学長
- 入江伸 - 入江塾塾長
- 小林英健 - 近畿医療専門学校創立者
- 大橋博 - 創志学園理事長、クラーク記念国際高等学校創立者
- 田淵実夫 - 広島市立図書館館長

### 宗教
- 佐藤素心 - 吉水神社名誉宮司

### 芸術
- 中森三弥 - 写真家
- 鷲見康夫 - 画家、建設省建設大学校講師、名古屋芸術大学講師
- 小坂奇石 - 書家、1923専中退
- 鳥海青児 - 画家、1927経
- 河内國平 - 刀工、1966法
- 鄭雄男 - 造園家
- 佳山隆生 - 画家、1987経
- 太井潤一 - 画家
- 浦大典 - 芸術家
- 中島大輔 - 写真家
- 市野重義 - 陶芸家
- 笠井あゆみ - イラストレーター
- 山田ゴメス - イラストレーター
- かねひさ和哉 - アニメーション作家、アニメーション史研究家、文中退

#### 囲碁・将棋
- 久保松勝喜代 - 囲碁棋士、専中退
- 豊島将之 - 将棋棋士、文中退

#### 文芸
- 水落露石 - 俳人、正岡子規門下、与謝蕪村研究者
- 北村兼子 - 作家、同学最初の女子学生、聴講生
- 藤本安騎生 - 俳人
- 丸尾長顕 - 作家、宝塚少女歌劇団機関誌歌劇編集長、婦人画報編集長、1918
- 平井蒼太 - 作家、江戸川乱歩の次弟、1921専
- 北条秀司 - 劇作家、菊池寛賞受賞、文化功労者、1927文
- 井上友一郎 - 作家、都新聞記者、日本文藝家協会理事、1929
- 岸風三楼 - 俳人、1929法
- 睦一信 - 児童文学作家、詩人、韓国音楽著作権協会理事長、1938専
- 金石範 - 作家、毎日芸術賞受賞、済州4・3平和賞受賞、専
- 妹尾隆彦 - 著作家、大蔵事務官、メキシコ大統領顧問、1940専
- 安藤豊弘 - 脚本家、1957
- 中岡毅雄 - 俳人、1985文
- 岸政彦 - 作家、織田作之助賞受賞、京都大学教授、1989社
- 西加奈子 - 作家、直木賞受賞、2000法
- 上村亮平 - 作家、2000文
- 西村文宏 - 作家、2005総情院
- 今村翔吾 - 作家、直木賞受賞、2007文
- 遠藤智夫 - 文筆家、工学院大学講師、2009院文
- 一穂ミチ - 作家、吉川英治文学新人賞受賞、直木賞受賞
- 浅暮三文 - 作家
- 大石直紀 - 作家
- 浅黄斑 - 作家
- 牧村泉 - 作家
- 長谷敏司 - 作家
- 谷一生 - 作家
- 片岡麻紗子 - 作家
- 伊園旬 - 作家
- 安田依央 - 作家
- 仙田学 - 作家
- 小田雅久仁 - 作家
- 遠田潤子 - 作家
- 三島浩司 - SF作家
- 堺三保 - SF作家、翻訳家、脚本家
- 土橋章宏 - 作家、脚本家、日本アカデミー賞受賞
- 橋場日月 - 作家
- 佐治乾 - 脚本家
- 浪江裕史 - 脚本家
- 雑破業 - 作家、脚本家
- 馬淵薫 - 脚本家
- 西岡琢也 - 脚本家
- ますもとたくや - 脚本家
- 町口哲生 - 評論家
- 中江俊夫 - 詩人
- 中岡毅雄 - 俳人、俳人協会新人賞受賞
- 川井秀幸 - 宝塚歌劇団演出家、翻訳家
- 明珍昇 - 詩人、文芸評論家
- 幸森軍也 - 作家、評論家、大阪芸術大学教授
- 赤松利市 - 作家
- 城島充 - スポーツライター、びわこ成蹊スポーツ大学教授
- 佐田千織 - 翻訳家
- 霧崎遼樹 - 作家
- 高木敏克 - 作家
- 米倉守 - 美術評論家、多摩美術大学教授、松本市美術館館長

#### 漫画
職種を略した人物は漫画家。
- 伊藤正美 - ゲゲゲの鬼太郎原作者、1934文
- 巴里夫 - 1954経
- 石田拓実 - 1998工
- 菊田裕樹
- 光原伸
- 秋月りす
- 逢坂みえこ
- 戸部けいこ
- いしいひさいち
- カラスヤサトシ
- カネシゲタカシ
- 麻生羽呂
- 有馬啓太郎

### 芸能

#### 俳優
職種を略した人物は俳優。
- 東郷久義 - 1921法
- 辰巳柳太郎
- 志村喬 - 専中退
- 鶴田浩二 - 専中退
- 生方賢一郎
- 福山象三
- 高桐真 - 1951経
- 小島慶四郎 - 1953文中退
- 松本錦四郎 - 1955文
- 南条好輝 - 1972文
- 黒沢良
- 石崎チャベ太郎 - 2004総情
- イワゴウサトシ - 2005総情
- 藤山扇治郎 - 松竹新喜劇座員、藤山寛美の孫、2009文
- 赤松悠実 - 2012社
- 池田恵理 - 2016社
- 桜井雅斗
- 森下ひさえ
- 野田佳代
- 浜田信也

#### 音楽
- 小曽根実 - ピアニスト、小曽根真の父、1956
- 大塚善章 - ピアニスト、1956経
- 伊勢功一 - 歌手、1961中退
- 梅垣達志 - 作曲家、編曲家、ギタリスト、1970経
- 福田進一 - クラシックギター奏者、1977商中退
- 風呂哲州 - シンガーソングライター、1991文
- bird - シンガーソングライター、1999社
- 矢井田瞳 - シンガーソングライター、2001文
- 草野華余子 - シンガーソングライター、作曲家、2006社
- 林青空 - シンガーソングライター、2017政創
- 松岡莉子 - ハープ奏者
- 山本精一 - ミュージシャン
- HIKARI - ミュージシャン
- 趙博 - ミュージシャン
- 田辺トシノ - ミュージシャン、音楽プロデューサー
- 浅葉智 - ミュージシャン
- 田口俊 - シンガーソンブライター、音楽プロデューサー
- 瀬尾一三 - 音楽プロデューサー
- 末崎正展 - 音楽プロデューサー
- ハジメタル - 音楽プロデューサー
- リクオ - シンガーソングライター
- 橋本昌彦 - シンガーソングライター
- 竹本健一 - シンガーソングライター
- 塚本正治 - シンガーソングライター、詩人
- 出谷啓 - 音楽評論家
- 松田モトキ - 作詞家
- 川島隆寛 - 作詞家、作曲家
- 三好誠 - 作曲家、編曲家、ギタリスト
- 菊田裕樹 - 作曲家
- 柴田徹也 - 作曲家
- 岡田信弥 - 作曲家
- 口笛太郎 - 口笛演奏家、音楽プロデューサー
- 小杉山智早 - 口笛演奏家
- 岸純信 - 音楽評論家、オペラ研究家、大阪大学非常勤講師

#### 映像
- 田中友幸 - 映画プロデューサー、「ゴジラ」の生みの親、1935経
- 吉田剛 - 映画監督、脚本家、1958文
- 上条英男 - 芸能プロデューサー
- 高丸雅隆 - テレビプロデューサー
- 高橋章良 - 演出家、1989経
- 小林聖太郎 - 映画監督、上岡龍太郎の息子、1994法
- 藤田陽一 - アニメーション監督
- 水谷俊亮 - アニメーション監督
- 山崎博子 - 映画監督
- 山前五十洋 - 映画監督、映画プロデューサー、倉木麻衣の父
- 仙頭武則 - 映画プロデューサー
- 中井圭 - 映画評論家

#### タレント
- 西条凡児 - 漫才師、タレント、専中退
- 内海突破 - 漫才師
- 横山エンタツ - 漫才師
- 越前屋俵太 - タレント
- 山田誉子 - タレント
- バーバラよね - タレント
- 門田こむぎ - タレント
- 吉田ジョージ - タレント
- 香里有佐 - 声優
- 馬場菜緒 - 声優
- 安富史郎 - ナレーター
- 安西なをみ - ナレーター
- たさきこうじ - ナレーター
- 森直樹 - お笑いタレント
- R藤本 - お笑いタレント
- みなみかわ - お笑いタレント
- たけだバーベキュー - お笑いタレント
- DJケチャップ - 元お笑いタレント、スタジアムDJ
- 平畠啓史 - お笑いタレント
- 中條健一 - お笑いタレント
- リー5世 - お笑いタレント
- 花紀京 - お笑いタレント
- 矢野宗宏 - 日本笑い学会理事、1979法
- 岩尾望 - お笑いタレント、フットボールアワー、1997社
- 山里亮太 - お笑いタレント、司会者、2001文
- 大久保ともゆき - タレント、リポーター、2004院工
- やない由紀 - タレント、リポーター、2006経
- 福徳秀介 - お笑いタレント、ジャルジャル、2006文
- 後藤淳平 - お笑いタレント、ジャルジャル、2006経
- 新子景視 - マジシャン、マジックキャッスル会員、2009社
- たむらけんじ - お笑いタレント、2010聴講生
- 涼宮麻由 - プロ雀士、2010
- 竹田愛 - タレント、G☆RACE、2011法
- 高原愛 - モデル、2012化工
- ゆりやんレトリィバァ - お笑いタレント、俳優、2013文
- 大久保朋美 - プロ雀士、2013商
- 鈴井りま - タレント、2014社
- 清水綾音 - タレント、2016
- 谷口夕佳 - モデル、2017
- 石川愛 - プロ雀士、2018
- 桃園怜奈 - AV女優、2019商
- 清川雄司 - お笑いタレント、2023経
- 春名真依 - タレント、元アイドル（たこやきレインボー）、2023
- 安部若菜 - アイドル、NMB48、作家、2024経

#### 古典
- 桂小軽 - 落語家、1972経
- 笑福亭瓶生 - 落語家、1989文
- 桂三金 - 落語家、1993中退
- 笑福亭風喬 - 落語家、1998中退
- 林家染太 - 落語家、2000文
- 笑福亭仁昇 - 落語家、工中退
- 桂文枝 (6代目) - 落語家、上方落語協会会長、商中退
- 桂雀太 - 落語家
- 桂三象 - 落語家
- 露の吉次 - 落語家
- 桂三歩 - 落語家
- 桂米輝 - 落語家
- 露の棗 - 落語家
- 金春信高 - 能楽師、シテ方金春流79世家元、1942専
- 山本勝一 - 能楽師、重要無形文化財、1945予科
- 林本大 - 能楽師、シテ方観世流、1999
- 善竹徳一郎 - 大蔵流能楽師
- 鉄砲光三郎 - 河内音頭名跡
- 山本麗晃 - 能楽師

#### その他
- 四方義朗 - ファッションデザイナー
- 細川展裕 - 演劇プロデューサー
- 寺口淳治 - キュレーター
- 吉田奈央 - NFLミネソタ・バイキングスチアリーダー
- 山本ゆり - 料理研究家
- 大高人Tommy - YouTuber、元三原JAPAN

### ジャーナリスト
職種を略した人物はジャーナリスト。
- 岸田吟香 - 漢口駐在武官、東亜同文書院設立、岸田劉生の父
- 北村兼子 - 大阪朝日新聞記者、作家、パイロット、同学最初の女子学生、聴講生
- 板橋菊松 - 大阪滑稽新聞記者、法政大学教授、1907中退
- 林佛樹 - 台湾民報記者、国立中興大学教授、1925
- 玄卿駿 - 朝鮮日報記者、北朝鮮芸術総同盟中央委員、作家、中退
- 山下晋司
- 安本寿久 - 産経新聞編集長、1981法
- 田村圭司 - 1982社
- 春川正明 - 讀賣テレビ放送報道局解説委員長、1985社
- 深井慎一郎 - TBS報道局記者、2005文
- 劉東洋 - 台湾職業棒球雜誌記者、台鋼ホークスリーダー
- 畑仲哲雄
- 田々宮英太郎 - 同盟通信社記者
- 寺園敦史
- 高英起 - デイリーNK編集長
- 今井一
- 高槻新士
- 天海源一郎

### 報道
- 黒田秀樹 - CMプランナー
- 西尾忠久 - コピーライター
- 高橋賢司 - 産経新聞社員
- 高丸雅隆 - 共同テレビジョンプロデューサー
- 市川寿憲 - 朝日放送プロデューサー
- 古谷剛彦 - 競馬評論家
- 児島一彌 - サンケイスポーツ大阪本社部長
- 神津梓 - 毎日放送プロデューサー
- 西村香織 - 九州朝日放送報道部解説委員
- 安本寿久 - 産経新聞編集長、1981法
- 天海源一郎 - プロデューサー、1992社
- 井関勇人 - テレビ東京編成局編成部チーフプロデューサー、1993商
- 三宅惇子 - 気象予報士、2005総情
- 小出亮太 - ABEMAプロデューサー、2007

### アナウンサー
職種を略した人物はアナウンサー。
- 木村寿伸 - KBS京都放送
- 長島邦英 - 愛媛朝日テレビ
- 吉田治美 - 山口放送
- 小谷あゆみ - フリーアナウンサー
- 梅田エリカ - フリーアナウンサー
- 葛谷亮 - 西日本放送
- 橋本広美 - フリーアナウンサー
- 土田優香 - WOWOW
- 熊田力三 - 岐阜放送
- 高山景子 - テレビ愛媛
- 池田秀昭 - 中国放送
- 藤田原野 - フリーアナウンサー
- 岩根宏行 - 山陽放送
- 中井雅之 - フリーアナウンサー
- 吉村真希 - NHK気象予報士
- 佐藤和輝 - 中京テレビ放送
- 猪俣理恵 - 福島放送[要出典]
- 角上清司 - CBCテレビ
- 小野卓司 - NHK
- 内田拓志 - テレビ新潟放送網
- 清田精二 - 福井放送
- 内田和男 - フリーアナウンサー
- 木戸宏実 - 南日本放送
- 市川いずみ - フリーアナウンサー
- 藤田直樹 - 日本短波放送
- 秦豊 - ニュースキャスター、1945商中退
- 唐渡吉則 - スポーツコメンテーター、1962文
- 古川廣生 - 南日本放送、1977法
- 小城敏 - 讀賣テレビ放送、1978
- 千年屋俊幸 - テレビ大阪、1981社
- 采野吉洋 - 南日本放送、1982
- 中井雅之 - フリーアナウンサー、1983社
- 鳥居睦子 - フリーアナウンサー、1984社
- 宮根誠司 - フリーアナウンサー、1987経
- 平松由美 - フリーアナウンサー、1988
- 岩佐早希 - NHK、1989
- 喜田勝 - ウェザーニューズ気象予報士、1989工
- 古川浩 - フリーアナウンサー、1989
- 酒井健治 - テレビ大阪、1991
- 森合康行 - 中部日本放送、1992
- 西村香織 - 九州朝日放送、1992
- 滝沢枝里 - 信越放送、1993文
- 神尾純子 - 中部日本放送、1993
- 源石和輝 - 東海ラジオ放送、1995文
- 牟田剛司 - 福岡放送、1997文
- 近藤淳子 - ホリプロ、1997社
- 橋詰優子 - 朝日放送、1997社
- 藤田勇次郎 - 南海放送、1998文
- 美濃岡洋子 - セント・フォース、気象予報士、2001社
- 多田勇太 - 東北放送、2001総情
- 高橋大作 - 朝日放送、2005社
- 三宅惇子 -  NHK気象予報士、2005社
- 伊藤明日香 - 山口朝日放送、2006
- 塩尻奈都子 - 名古屋テレビ放送、2007総情
- 田中めぐみ - フリーアナウンサー、ホリプロ所属、2012経
- 北條瑛祐 - 朝日放送、2013
- 成田弘毅 - 山口放送、2013
- えがわさゆり - フリーアナウンサー、2013社
- 福井治人 - 朝日放送、2015
- 力石舜久 - 山口放送、2017
- 市場里奈 - テレビ新広島、2017文
- 大森万梨乃 - テレビ静岡、2017社
- 出世凪沙 - 鹿児島放送、2018法
- 岩本泰平 - 日本海テレビジョン放送、2018法
- 橋本莉奈 - 青森放送、2020社
- 奥野粋子 - テレビ山口、2020
- 加守哲朗 - 鹿児島放送、2020社
- 中村安里 - 福岡放送、2020社
- 德田聡一朗 - フジテレビ、2020政創
- 宮崎愛子 - テレビ宮崎、2021社安
- 奥野粋子 - テレビ山口、2021経
  - 日本のアナウンサー一覧、Category:日本のアナウンサーも参照

### ラジオ
- 岩根宏行 - 山陽放送、1971商
- 山本直也 - 日経ラジオ社、1988文
- 天海源一郎 - 日経ラジオ社
- 飴田彩子 - 福井エフエム放送、1990
- 内田絢子 - FM802、2000社
- 服部晃一郎 - エフエム大阪、2013政創
- 樋口大喜 - FM802、2014法
- 田中乃絵 - FM802、2018政創
- 阿部真由美 - 福井放送
- 近藤公美 - エフエム徳島
- 加美幸伸

### スポーツ

#### 野球
- 山本栄一郎 - 読売ジャイアンツ、1920中退
- 黒沢俊夫 - 読売ジャイアンツ、1936中退
- 御園生崇男 - 阪神タイガース、1936中退
- 菊矢吉男 - 阪神タイガース、1936中退
- 鈴木鶴雄 - 名古屋金鯱軍、関西大学野球部監督、1937
- 西村幸生 - 野球殿堂、阪神タイガース、1937
- 青木一三 - 野球評論家、阪神タイガーススカウト、1952
- 西山和良 - 阪神タイガース、1956
- 法元英明 - 中日ドラゴンズ、1956
- 平井嘉明 - 毎日オリオンズ、国鉄スワローズ、1957
- 村山実 - 野球殿堂、監督、阪神タイガース、1958
- 富恵一 - 阪神タイガース、1964
- 上田利治 - 野球殿堂、監督、阪急ブレーブス、1959
- 西村正夫 - 監督、阪急ブレーブス、1963
- 岡本晃 - オリックス・バファローズ、1996社
- 岩田稔 - 阪神タイガース、2006経
- 吉川峻平 - アリゾナ・ダイヤモンドバックス傘下
- 小山翔平 - 読売ジャイアンツ、2018経
- 高野脩汰 - 千葉ロッテマリーンズ、2020商
- 森翔平 - 広島東洋カープ、2021商
- 野口智哉 - オリックス・バファローズ、2022人健
- 金丸夢斗 - 中日ドラゴンズ
- 森弘太郎 - 阪急軍、東急フライヤーズ、西日本パイレーツ、中退
- 中河美芳 - 野球殿堂、イーグルス、中退
- 岡野八郎 - 名古屋金鯱軍、中退
- 小島茂男 - 名古屋金鯱軍
- 矢野槙雄 - 名古屋金鯱軍
- 雑賀幸男 - 広島東洋カープ
- 西川克弘 - 広島カープ、南海ホークス
- 村瀬広基 - 読売ジャイアンツ、中退
- 中井悦雄 - 阪神タイガース、西鉄ライオンズ
- 釣常雄 - 阪神タイガース、中退
- 藤井栄治 - 阪神タイガース、阪急ブレーブス
- 日下章 - 阪神タイガース
- 山口高志 - 阪急ブレーブス、関大野球部コーチ
- 大津淳 - 阪神タイガース
- 難波昭二郎 - 読売ジャイアンツ、音楽プロデューサー
- 大橋棣 - 阪神タイガース
- 岡村晃 - 阪急ブレーブス
- 田中成豪 - 阪急ブレーブス、中退
- 白滝政孝 - 中日ドラゴンズ
- 堀田明 - 読売ジャイアンツ
- 北井正雄 - 阪急ブレーブス
- 磯野政次 - 翼軍
- 岡本利之 - ライオン軍
- 木下政文 - 大和軍、中部日本軍、中退
- 近藤光郎 - 西鉄ライオンズ、中日ドラゴンズ
- 中西勝己 - 毎日オリオンズ
- 西谷浩一 - 大阪桐蔭高等学校野球部監督
- 達摩省一 - 元関大野球部監督、元NHK高校野球解説者、高野連技術振興委員長
- 前田正治 - 元日本新薬硬式野球部監督、元NHK高校野球解説者
- 早瀬万豊 - 関大野球部監督、元日本生命硬式野球部監督
- 工藤和樹 - プロ野球審判員
- 片桐諭 - 日本女子プロ野球機構代表
- 梅木謙一-プロ野球審判員

#### サッカー
- 三宅二郎 - 極東選手権競技大会（1925）日本代表、関西大学体育会サッカー部創設、朝日新聞社徳島支局長、1925
- 古川好男 - メルボルン五輪（1956）日本代表、1957
- 佐々木康治 - 日本代表、1957
- 嶋谷征四郎 - 日本代表、1960
- 湯口栄蔵 - メキシコシティ五輪（1968）日本代表、1967
- 横山貴之 - 清水エスパルス、1995
- 島岡健太 - サガン鳥栖、1996
- 栄井健太郎 - アビスパ福岡、1998
- 岡村宜城 - ガンバ大阪、1999
- 川北裕介 - 愛媛FC、2000
- 八柄堅一 - 愛媛FC、2003
- 井川祐輔 - 東方足球隊、2004
- 前田雅文 - 関西大学体育会サッカー部監督、2005
- 下小鶴綾 - 日本女子代表、2005
- 安藤淳 - 京都サンガF.C.、2006
- 木本敬介 - カターレ富山、2006
- 櫻田真平 - ヤダナボンFC、2007
- 大屋翼 - 徳島ヴォルティス、2009
- 児玉剛 - FC東京、2010
- 宇佐美宏和 - 福島ユナイテッドFC、2010
- 西岡謙太 - 鹿児島ユナイテッドFC、2010
- 藤澤典隆 - FC琉球、2010
- 西口大輔 - FCザリア・バルツィ、2010
- 佐藤悠希 - FC刈谷、2010
- 金園英学 - ヴァンフォーレ甲府、2011
- 田中雄大 - ブラウブリッツ秋田、2011
- 松本浩幸 - 藤枝MYFC、2011
- 岡崎建哉 - モンテディオ山形、2012
- 櫻内渚 - ジュビロ磐田、2012
- 田中裕人 - 愛媛FC、2012
- 小谷祐喜 - ロアッソ熊本、2013
- 都並優太 - AC長野パルセイロ、2013
- 中島龍基 - 関大クラブ2010、2013
- 藤原賢土 - ソルティーロ・アンコールFC兼任監督、2013
- 原口拓人 - ガイナーレ鳥取、2014
- 内田恭兵 - AC長野パルセイロ、2014
- 和田篤紀 - アトレチコ鈴鹿クラブ、2014
- 西原拓夢 - ラオ・トヨタFC、2015
- 石井光輝 - ガイナーレ鳥取、2016政創
- 篠原宏仁 - エリース東京FC、2016法
- 鈴木拳士郎 - アスルクラロ沼津、2017人健
- 竹下玲王 - AC長野パルセイロ、2017社
- 山本宗太朗 - 奈良クラブ、2017
- 前川黛也 - ヴィッセル神戸、2017人健
- 清永丈瑠 - ガイナーレ鳥取、2017経
- 吉井佑将 - 横浜スポーツ&カルチャークラブ、2018
- 永松秀麻 - コロナ・キェルツェ、2017
- 荒木隼人 - サンフレッチェ広島、2019商
- 河野貴志 - ギラヴァンツ北九州、2019人健
- 牧野寛太 - AC長野パルセイロ、2019経
- 黒川圭介 - ガンバ大阪、2020法
- 羽田健人 - 大分トリニータ、2020総情
- 大久保優 - ガイナーレ鳥取、2020商
- 天笠泰輝 - ザスパクサツ群馬、2020中退
- 長井一真 - 京都サンガF.C.、2021社
- 松本歩夢 - FC岐阜、2021文
- 小山新 - FC岐阜、2021商
- 沼田駿也 - FC町田ゼルビア、2022政創
- 松尾勇佑 - 大分トリニータ、2023文
- 深澤佑太 - 愛媛FC、2023社
- 西村真祈 - FC大阪、2024
- 百田真登 - 奈良クラブ、2024経
- 髙橋直也 - 湘南ベルマーレ、2024商
- 谷岡昌 - 愛媛FC、2024社

#### フィギュアスケート
職種を略した人物はフィギュアスケート選手。
- 佐藤信夫 - スコーバレー五輪（1960）・インスブルック五輪（1964）代表、1964経
- 佐藤久美子 - インスブルック五輪（1964）・グルノーブル五輪（1968）代表、1968商
- 柏木深幸 - 1993文
- 北村明子 - 2010文
- 平井絵己 - 2010院文
- 金彩華 - 2011商
- 澤田亜紀 - 2011文
- 村元小月 - 2013文
- 國分紫苑 - 2014社
- 髙橋大輔 - トリノ五輪（2006）代表、バンクーバー五輪銅メダル、2015院文中退
- 織田信成 - バンクーバー五輪7位入賞、2015院文
- 町田樹 - 國學院大學助教、ソチ五輪5位入賞、2015文
- 村元哉中 - 平昌五輪（2018）代表、2016人健
- 上野沙耶 - 2017商
- 中村優 - 政創中退
- 細田采花 - 2020法
- 市橋翔哉 - 2020社安
- 宮原知子 - 平昌五輪（2018年）4位入賞、2021文
- 本田太一 - 2021経
- 須本光希 - 2024政創
- 白岩優奈 - 文学部在学中
- 三宅星南 - 総合情報学部在学中
- 木科雄登 - 社会安全学部在学中
- 片伊勢武アミン - 法学部在学中

#### ラグビー
- 大居広樹 - 関西大学ラグビー部コーチ、2011
- 友枝大智 - 宗像サニックスブルース、2012
- 村上玲央 - 日野レッドドルフィンズ、2013
- 小林正旗 - NTTドコモレッドハリケーンズ、2015
- 尾池亨允 - コベルコ神戸スティーラーズ、2016
- 倉屋望 - 宗像サニックスブルース、2016
- 松本仁志 - 豊田自動織機シャトルズ、2016
- 川上剛右 - 三菱重工相模原ダイナボアーズ、2017
- 藤井拓海 - ホンダヒート、2018
- 杉本達郎 - NTTドコモレッドハリケーンズ、2019
- 木下皓太 - 宗像サニックスブルース、2019
- 宮内慶大 - コベルコ神戸スティーラーズ、2025人健
- 溝渕元気 - クボタスピアーズ船橋・東京ベイ、2025人健

#### バスケットボール
- 山下和樹 - 元香川ファイブアローズ、2014
- 藤高宗一郎 - バンビシャス奈良、2014
- 福澤晃平 - 茨城ロボッツ、2016
- 関野日久 - SHINAGAWA CITY BASKETBALL CLUB、2020

#### バレーボール
- 小島孝治 - バレーボール指導者、全日本女子バレーボールチーム監督、1953商
- 原幸歩 - バレーボール選手、トヨタ車体クインシーズ、2020

#### 武道・格闘技
- 山口剛玄 - 空手家、全日本空手道剛柔会創始者、1929専中退
- 澤山宗海 - 日本拳法創始者、1932法文
- 山錦善治郎 - 力士、専中退
- 牧昭男 - ボクシング選手、1958
- 市口政光 - アマチュアレスリング選手、東京五輪（1964）金メダル、1962
- 松田博文 - 柔道家、世界選手権金メダル、1965
- 丸木英二 - 柔道家、世界選手権金メダル、1965
- 椹木健二 - プロレスラー、プロレスリングFREEDOMS所属、2004経
- 寺地拳四朗 - ボクシング選手、WBC世界ライトフライ級王者、2014人健
- 坂晃典 - ボクシング選手、日本フェザー級・スーパーフェザー級王者、2014経
- 清水希容 - 空手家、東京五輪（2020）銀メダル、ミス日本特別賞、2016文

#### 陸上
職種を略した人物は陸上選手。
- 津田晴一郎 - アムステルダム五輪（1928）マラソン6位入賞、ロサンゼルス五輪 (1932年)マラソン5位入賞、1928予科中退
- 長尾三郎 - やり投選手、ロサンゼルス五輪(1932年)、ベルリン五輪 (1936年)日本代表選手、1932法文
- 戸上研之 - ベルリン五輪 (1936)代表、1933
- 谷口睦生 - ベルリン五輪(1936)代表、1934
- 古田康治 - ベルリン五輪(1936)代表
- 大島鎌吉 - ロサンゼルス五輪(1932)三段跳び銅メダル、ベルリン五輪(1936)6位入賞、東京五輪 (1964)選手団団長、大阪体育大学名誉教授、1934法文
- 福田時雄 - ベルリン五輪(1936)日本代表選手、1938法
- 藤枝昭英 - 日本陸上競技連盟名誉副会長、800ｍ日本記録保持者、奈良県議会議長
- 園田裕四郎 - メルボルン五輪 (1956)代表、1955
- 和田伸也 - ロンドンパラリンピック (2012)銅メダル、東京パラリンピック（2020）銅メダル、2002院社
- 伊藤愛里 - 2011年アジア陸上競技選手権大会代表、2009社
- 東佳弘 - ロンドン五輪 (2012)代表、同学陸上部コーチ、2014人健
- 坂井隆一郎 - 世界リレー (2021)銅メダル、2020人健

#### アイスホッケー
- 畑享和 - アイスホッケー選手、2013政創
- 石田龍之進 - アイスホッケー選手、横浜GRITS、2022経

#### その他
- 奥田仁一 - 登山家、1990
- 福島博憲 - 登山家、マッターホルン北壁日本人初単独登攀
- 田中彰 - 探検家
- 平野司 - トライアスロン選手
- 江藤正博 - フットサル選手、2003
- 山田沙知子 - 水泳選手、シドニー五輪（2000）、アテネ五輪（2004）女子自由形代表、2006文
- 砂川敬三郎 - アメリカンフットボール選手、オービックシーガルズ、2013文
- 山崎郡 - 競艇選手、2014総情
- 橋本明雄 - ハンドボール選手、豊田合成ブルーファルコン所属、2015政創
- 山本良幸 - 『SASUKE』有力選手、2015
- 宮岡良丞 - 愛媛銀行行員、『SASUKE』有力選手、2016
- 谷順成 - 自転車競技選手、2017
- 久保まな - モーターサイクル・モトクロスライダー、2021総情
- 髙野芹奈 - セーリング選手、リオデジャネイロオリンピック五輪（2016）、東京オリンピック（2020）代表、2022人健
- 西田カピーリア桜良 - セーリング選手、パリ五輪（2024）代表、2025総情
  - スポーツ選手一覧の一覧、Category:日本のスポーツ選手も参照

### 関西大学にゆかりのある人物
- 池辺義象 - 国文学者、関西大学校歌を作詞
- 弘田龍太郎 - 作曲家、関西大学校歌を作曲
- 服部嘉香 - 詩人、関西大学学歌を作詞
- 山田耕筰 - 作曲家、関西大学学歌を作曲
- 村野藤吾 - 建築家、簡文館等、千里山キャンパスの多くの学舎を設計
- 鬼頭梓 - 建築家、関西大学総合図書館を設計

## 関連書籍
- 関西大学百年史編纂委員会 『関西大学百年史』 人物編、1986年